# 錦木徹也
錦木 徹也（にしきぎ てつや、1990年8月25日 - ）は、岩手県盛岡市出身で、伊勢ノ海部屋所属の現役大相撲力士。本名は熊谷 徹也（くまがい てつや）。身長186cm、体重188kg、血液型はA型。最高位は東小結（2023年9月場所）。好きな酒は芋焼酎。

## 来歴
父は国体相撲に3回出場した実績のあるアマチュア相撲選手であった。盛岡市立米内中学校時代は卓球部でエースを務めていて、この頃からトレードマークの眼鏡をかけていた。卓球の他に、小学2年生の頃から中学時代まで草野球を行っていた。野球ではポジションはキャッチャーで打順は4番であったといい、本人いわく「肩は良かったんですよ。コントロールは悪かったですけどね（笑）」。小学校時代に野球でチームが菊池雄星と対戦したことがあり、2019年3月場所中の支度部屋で本人は「今は職種が全く違うけど、とにかく頑張ってほしい」とMLBデビューを果たした菊池にエールを贈るコメントをしていた。中学には野球部がなかったため自分が発起人になって創部しようとしたが、サッカー部が強いのでグラウンドが取られてしまって断念した。
中学を卒業して伊勢ノ海部屋に入門し、2006年3月場所で初土俵を踏んだ。部屋付きの元大碇の甲川親方が相撲健康体操を教えに岩手県を訪れた際に、会場にいたところを勧誘した縁での入門であった。同期生には栃ノ心、松鳳山、境澤、竜電、政風らがいる。前相撲は三番出世。
2008年7月場所で三段目、2010年1月場所で幕下と、順調に番付を上げているが、幕下2場所目の同年3月場所は1勝6敗の大敗を喫している。三段目に下がっていた同年7月場所は6番相撲で貴斗志に敗れて6勝1敗となったが、翌9月場所で幕下に復帰すると、以降は幕下に定着。幕下復帰2場所目の同年11月場所は4番相撲で千代の国に敗れたが、6勝1敗の好成績で幕下の優勝決定戦に出場。6人で行われた優勝決定戦では、1回戦で直江に敗れて幕下優勝を逃した。翌2011年1月場所では関取昇進の可能性があるといわれる、幕下15枚目以内の番付に初めて上がることになったが、3勝4敗と負け越した。
2012年7月場所から、それまで本名のままとなっていた四股名を「錦木」と改めた。「錦木」は一見すると普通の苗字のような感じがあるため、彼が本名力士であると誤解する者も多いが、この「錦木」というのは文化年間に伊勢ノ海部屋に所属していた大関力士の名前で、のちの初代二所ノ関となった、錦木塚右エ門（現在の岩手県北上市出身）に肖った由緒ある四股名である。錦木塚右エ門と同じ岩手県出身であった縁からもこの四股名に改名することとなった。先述の２代目塚右エ門を含め錦木を名乗る力士は過去に6人存在するため、彼は「7代目錦木」となる。本人は伝統の四股名を貰ったのでおめおめと盛岡には帰れないと、絶対に関取にならなければいけないと覚悟した。改名した場所で6勝1敗の好成績をあげ、翌場所は1勝6敗となるも、次の11月場所では、土付かずの7連勝とし、幕下優勝を決めた。
2014年9月場所は場所前に左足首痛でほとんど稽古ができなかったものの、出足が好調で5勝2敗の勝ち越し。この場所から5勝2敗の成績が続き、2015年3月場所は西幕下2枚目まで番付を上げ、7日目を終えて2敗を喫したが11日目に勝ち越しを決め、14日目は西十両14枚目の希善龍と対戦し、吊り出しで破り（敗れた希善龍は負け越した）5勝目を挙げた。これにより場所後の番付編成会議にて、同年5月場所での十両昇進が決定した。
「錦木」の四股名での関取は、1874年3月まで錦木繁之介を名乗った大淀谷五郎以来、141年ぶりのことである。岩手県出身としては四ツ車以来およそ6年ぶり、盛岡市出身としては実に63年ぶりの関取誕生であった。
新十両昇進会見では「確定と言われていたけど、本当に上がるか分からなかった。ドキドキしてました。今日、みんなから教えてもらって、やっぱりうれしかった」と笑みをこぼし「実家はあまり被害はなかったんですけど、沿岸部は大変だと思っていたので、被災地復興のためにも元気が出るような相撲を取っていきたい」と東日本大震災の被災者への思いも語った。
新十両の場所は西十両13枚目で9勝6敗と勝ち越した。7月場所は5勝10敗と負け越し、9月場所は東十両14枚目まで下がるが、ここから勝ち越しが続き、2016年3月場所は西十両2枚目まで番付を上げた。この場所は10勝5敗の成績で続く5月場所で新入幕となった。新入幕となった7月場所は初日から3連勝したものの星を伸ばせず13日目で負け越しが確定。その後は勝って7勝8敗として十両落ちは免れた。西前頭14枚目に一つ番付を落として臨んだ7月場所は初日から3連敗したもののそこから星を伸ばして最終的に9勝6敗として初の幕内勝ち越しとなった。東前頭9枚目まで自己最高位を更新した9月場所は8勝7敗の勝ち越し。千秋楽に敗れて9勝目を逃したが、本人は「自己最高位で勝ち越せたんで、よくやったと思う」と満足していた様子であった。
2016年11月場所は4勝11敗に終わった。2017年1月場所は3日目から4連敗を喫し、9日目からは5連敗。足が止まる場面が多かった。それでも、7日目の魁聖戦のように、巨漢に組み止められても休まずに攻め続けてつかんだ白星もあった。最終的には5勝10敗と2場所連続での2桁黒星。続く3月場所に向けては「またやり直し。一つでも二つでも勝てるように頑゜張りたい」と巻き返しを誓った。
2017年春巡業では幕内でただ1人全19ヶ所の場所で土俵に上がるなど稽古熱心さを示した。続く5月場所は、3月場所の負け越しにより十両での相撲となったが、14日目を終えて9勝5敗と優勝争いの先頭に立っており、同じく5敗で並んでいた安美錦と千秋楽に勝てば十両優勝という一番が組まれた。取組の結果、軍配は安美錦へと上がったが物言いがついた結果同体と判断されて取り直しとなり、2回目の取組は完勝で初めての十両優勝を果たした。なお、この千秋楽の白星は、通算300勝という節目の白星でもあった。優勝を受けて「緊張してドキドキした。1場所でも早く幕内に戻りたいと思い、必死に無心で相撲を取っていた。来場所からも勝ち越しを目指し、稽古をするしかない」とコメント。
7月場所は再入幕を果たし、7月場所番付発表の際には「実際に上がれるかは発表まで分からなかった。1場所で戻れて良かった」と笑顔を見せた。十両優勝を果たした先場所の千秋楽の熱戦を「だいぶ緊張したが、自信になった」と振り返る。それでも「勝てたのはたまたま。混戦だったので、飛び抜けた力があるわけではない」と浮つくことなく、真価が問われる幕内の戦いに気を引き締めた。
7月場所は初日から4連勝と好調の出だしで、中盤に躓いたが千秋楽に勝って5場所ぶりの幕内での勝ち越しを決めた。8月2日の夏巡業富山場所では、この巡業の御当地力士である朝乃山に胸を出してもらった。19日の札幌場所では髙安とは初めてとなる三番稽古を行い、計16番取った。
9月場所は東の13枚目で迎えたが、序盤から黒星が先行して6勝9敗と負け越し。苦戦を強いられたこの場所は「最初は悪くなかったが、だんだん思った相撲が取れなくなった」と元気がなかった。同年10月5日に行われた秋巡業八千代場所では申し合いを11番行い、4勝7敗であった。
11月場所は13日目に負け越しが決まったが、そこから連勝して7敗8敗に留め、幕内に踏みとどまった。
2018年1月場所は中日まで3勝5敗と黒星が先行していたが、千秋楽に勝ち越しを決めて8勝7敗と十両陥落を回避した。翌3月場所は西の14枚目の地位で5勝10敗と2桁の負け越しを喫した。本来であれば十両陥落が確定的な成績であったが、番付の兼ね合いで5月場所は幕尻である東の17枚目に踏みとどまった。この場所は積極的に攻める相撲が功を奏し、10勝5敗の成績で自身初めての幕内での2桁勝利を挙げた。
同年11月場所の番付発表の日である10月30日に、福岡市の部屋で結婚を発表した。
2019年1月場所は3日目の鶴竜戦で獲得した金星、4日目の不戦勝を含めて初日から4連勝するが、5日目以降7連敗というツラ相撲ぶりを見せた。この場所は東前頭2枚目と勝ち越せば新三役が望める地位であったが14日目に負け越しが決定し、千秋楽は白星も7勝8敗。3月場所は上位総当たりの東前頭3枚目となったが、3大関2横綱に全敗するなど壁に跳ね返されて初日から7連敗。初日からの7連敗は自己ワーストを更新する記録。中日から2連勝するも、10日目に黒星で負け越しを確定させた。
2016年5月場所の新入幕から2020年7月場所までは、2017年5月場所と2020年1月場所の十両陥落を除いて幕内に定着していたが、2020年9月場所から2022年1月場所まで十両で燻ぶった後、2022年3月場所で10場所ぶりの幕内復帰を果たした。
2022年7月場所は2019年1月場所以来自身3度目となる初日からの4連勝。この場所は8勝で勝ち越しはしたが部屋で新型コロナ感染者が出たため、日本相撲協会が定める規定により13日目から途中休場となった。規定とはいえ、2006年春場所で初土俵を踏んで以降、初の休場。「暇だなぁ、と思って。場所中なのに暇だなぁと。不思議な感覚だった」と振り返った。勝ち越しはすでに決まっていたが「やはり最後まで相撲は取りたかったですね」と皆勤できなかったことを悔しがった。9月場所は2019年3月場所以来となる上位総当たり戦の場所となる見通しとなった。
西前頭4枚目で臨んだ2023年5月場所は、7日目までは琴勝峰戦しか勝利できず1勝6敗と苦しんだが、中日以降は全て勝利して9勝6敗で場所を終えた。8連勝は自己最長であり、「勝ち越してプラス1勝できた」と胸を張った。この場所の関脇4人は全員2桁勝利を挙げた上（内、霧馬山は場所後の大関昇進が決定）、東小結2枚目・正代は負け越したものの東前頭筆頭・阿炎と東小結・琴ノ若が勝ち越したため、現状の4関脇3小結から3関脇2小結に再編された場合、翌7月場所での新三役は厳しい情勢。ただ、大関・貴景勝や新関脇・若元春ら上位陣に快勝したとあって「手応えのある場所になった。とりあえず勝ち越せたことが良かった」と充実した表情を浮かべた。7月場所は自己最高位を東前頭筆頭まで更新。番付発表後には「そりゃ上がりたいからね。とりあえずは勝ち越し」と新三役に意欲を見せつつも、名古屋の暑さに「体力がもつかな。おじさんになればなるほど、疲労は抜けにくい」と冗談めかした。2日目に横綱照ノ富士に初めて勝利し4年半ぶり2個目の金星を獲得し、5月場所中日から続く連勝記録を10連勝に伸ばした。金星と懸賞金16本を獲得の際には「いい生活費。ある程度の質があればあとは量。安いいも焼酎をたくさん買います」とコメント。6日目には場所跨ぎの連勝を14まで伸ばし、優勝争いのトップに立ったが、7日目に連勝がストップ。それでも勝ち越しは自己最速の9日目に決めている。この場所は横綱・照ノ富士から金星を奪い、大関とりの3関脇にも全勝するなど、優勝争いを引っ張った上で10勝5敗の場所成績を収めたことを受けて、自身初の三賞となる殊勲賞を獲得。初土俵から所要103場所目での三賞受賞は、制度制定後、最も遅い受賞となった。また、東前頭筆頭で2桁勝利を挙げ、三役から平幕に落ちる星の力士が現れたことから、場所後の新三役が確実となった。場所後に15代武蔵川は自身のコラムで、後半4連敗で終わったのは「最後の最後でスタミナ不足だった。15日間、後半はスタミナに余裕ある人が勝つんだよ」と指摘しつつも「32歳ってまだまだこれからだよ。脂がのる時期で、今は中トロだね。これから大トロになれるよ!」と絶賛した。9月場所で正式に新小結に昇進。伊勢ノ海部屋からの新小結は2014年11月場所の勢以来で、岩手県出身では2000年11場所の栃乃花以来戦後4人目。
新三役昇進会見で錦木は新番付を見て「小結の下に自分の名前があるのはうれしい。『遅かったな』というよりは『頑張ったな』と思う」と喜びをかみしめ、同席した伊勢ノ海は「本人の努力。稽古の成果。部屋の若い力士にとっても『頑張ればできる』と思わせた。33歳はベテランの域かもしれないけど、本人の気持ちは若い。31、32歳でやっと相撲を覚えてきたぐらい（笑い）。若い時からずっと変わらず、稽古量を維持しているのは、なかなかできることではない」と稽古熱心な姿を代弁した。錦木は「33歳は中堅かなと思っています。（38歳の）玉鷲関とかもいるし。スロー出世というのは、言葉としていいものなのか分からないですけど、記録に名前が残ることはうれしい」と胸を張った。会見時点では体重も183kgと体格が向上していた。ところが9月2日の稽古総見のぶつかり稽古で胸を出していた際に右ふくらはぎの付近を負傷し、9月場所出場に暗雲が垂れ込めた。本人は怪我をしても尚、9月場所出場に意欲を持っている。9月場所は故障が影響し5勝10敗に終わり、小結陥落が決定的となった。2024年1月場所は西前頭5枚目の地位で8勝7敗。通常なら三役復帰は厳しい地位と成績だが、三役昇進枠が3枠空き、錦木自身が平幕から三役への昇進第3候補者となる成績であったため、3月場所は自身2度目の三役経験となる西小結の地位を得た。初日こそ不調の照ノ富士から勝利も翌日から11連敗し3勝12敗で再び小結から陥落した。西前頭13枚目の地位で土俵に上がった9月場所は、34歳のベテランながら好調の若隆景を破るなど優勝争いに加わり、2桁勝利を挙げたという理由から敢闘賞を獲得。
2025年7月場所では、20場所連続で務めた幕内から陥落した。

## 取り口
得意手は押し、左四つ、寄り。体格を活かし吊り出しを見せることもある。力強さが持ち味だがスピードは低い。立合いの遅さについては2017年3月場所前の座談会で甲山（元幕内・大碇）が「皆さんもご存じのとおり立ち合いが遅い。とにかく後手に回るでしょ。それをクリアできれば、上でもそこそこ勝てるんでしょうけど。本人も意識しているんだけど、なかなかできてこない」と注文を付けられている。とはいえその力強さは並のものではなく、雷（元小結・垣添）は「立ち合い負けしても勝つんですから、ある意味、すごい」と絶賛している。2016年11月場所前の時点では座談会で鳴戸（元大関・琴欧洲）が「ごつい体つきで突き押しタイプはやりづらいでしょうね」「（2016年の）春場所のとき、うちの部屋に出稽古に来て胸を出したけど、押す力はある。でも、四つ相撲は全然だめだった。かいなの返し方とかまわしの切り方とか、その辺はまだまだという感じだった」と感想を述べている。押し相撲相手には押し相撲で応戦するというより右を引っ張り込み左を差して対抗し、それを嫌われれば右のど輪を放つ。脇が甘く、簡単にもろ差しを許す一面もあるが、腰の強さでそれをカバーし、そのまま抱え込んで対処する。怪我の少ない力士であり、2017年11月場所4日目に通算600戦連続出場を記録。これには巡業中でもバス移動の疲労を押して朝稽古の土俵に立つ熱心さや場所中でも毎日晩酌を欠かさずに行って体と心にゆとりを持つことが関係している。それまでは脇甘が弱点で、引っ張り込んで小手投げを打つ悪癖があったが、2023年7月場所中にはそれが直っている様子を見せ、これには花田虎上も「私のここまでの相撲人生を通じても、脇の甘さを直した力士は見たことがありません。これは本当にすごいことで、いつか褒めてあげたいと思っていました」と絶賛するばかりであった。この場所9日目に勝ち越しを決めた御嶽海戦では、もろ差しを許し土俵際まで追い詰められながらも、外四つの不利な体勢ながら力ずくで反対土俵まで寄り立て、肩越しに取った右の上手は1枚まわしで伸びきっていたにもかかわらず力ずくで寄り切り、この相撲には八角理事長も「びっくりしたね」「二本差されて両上手から。あのへんが好調（の証し）だよね」と驚いていた。2025年5月5日、「親方ちゃんねる」に2025年春巡業岸和田場所の現場で撮影した背筋力測定企画が公開され、測定前に翠富士が「錦木さんとかやばそうじゃないですか?」と好記録を期待していたが、自身は背筋力180kgを計測。

## エピソード

### 取組関連
- 同期の松鳳山は相撲教習所時代の錦木について「すぐやめそうな感じ」と話していた。しかしその後、互いに力をつけ、2015年の9月場所に十両で対戦。小手投げで勝った松鳳山が優勝を決めた。幕内での対戦は初めてだったが「同期との戦いは気合が入った」と振り返った[47]。
- 2019年1月場所の4日目で横綱・稀勢の里と初顔の一番が組まれたが、稀勢の里が引退したため、不戦勝となった。

### 巡業関連
- 2016年8月14日の夏巡業盛岡場所ではご当地力士として人気を集め、会場の入り口に売店を出していた相撲漫画家の琴剣も「錦木グッズは"瞬殺"で完売しました。もっと多めに持ってくればよかった。正直、ここまで人気があるとは思っていませんでした」とコメントするほどであった。この日錦木は土俵入りで生後2ヶ月（当時）の兄の次女を抱っこし、大きな拍手を浴びた。[48]

### 土俵入りの従者として
- 2017年8月14日、岩手県釜石市で行われた復興横綱土俵入りで、錦木は稀勢の里の露払いを務めた。露払いを務めた錦木は「こうした被災地での土俵入りで露払いを務められて光栄だと思っています。幕内力士として地元に戻ってくることができてうれしいです」と話していた[49]。

### 化粧廻し・タニマチ
- 2018年7月場所には水色の地にヒマワリの描かれた染め抜きで場所入りした[50]。漫画家の西原理恵子が描いた化粧まわしを送られた。

### その他相撲関連
- 懸賞金を取り逸れたことがある。2017年9月場所2日目の取組（：対千代丸戦）で、3本の懸賞が懸っているはずだったが、相撲協会が手違いでこの一番に懸賞をつけおとし（懸賞をつけるのを忘れる）していたため。幕内取組前に、この1番（他2番）の懸賞提供者から相撲協会に、取組表に懸賞が懸けられていない旨の問い合わせがあり、懸賞のつけおとしが発覚。他の2番には（取組表に記載がないまま）懸賞が懸ったが、この1番は懸けられないまま取組が終了してしまった。
- 2020年7月場所。松鳳山を寄り倒しで破った。その後、尻もちをついた松鳳山は錦木に対して「大丈夫」というジェスチャーをした。しかし、優しい錦木は松鳳山を抱き上げた。この行動はネット上で称賛されている。松鳳山は照れくさそうにしながら、錦木の優しさに心を打たれたのか、錦木の肩をかるく叩いた。

### 身体関連
- 視力は0.1を切り、メガネがトレードマークである[3]。2016年5月場所初日の青狼戦での勝利でインタビュールームに呼ばれた時も「眼鏡を取ると見えないので（観客の多さにも）全然緊張しなかった」と笑った。インタビュールームに呼ばれたその際には眼鏡をつけるか取るか、悩んだという。「まわしを着けているので眼鏡はダメかなと思って外しましたが、VTRがまったく見えないんです。眼鏡問題ですね」と、新入幕らしからぬところで頭を悩ませていた[51]。
  - コンタクトは目に物を入れることが怖いので絶対に使用しない。まだ若い衆のとき、名古屋場所後に愛知県内の海水浴場で遊びに行き、誤って転んで眼鏡が流されていったそうであるが、それでも「帰りに、部屋近くの眼鏡屋で新しくつくりました」という[52]。
- 相撲界に入って辛かったことは股割。2017年3月場所後の雑誌の記事では「今でもちゃんとできないんですよ。足は開くんですけど、胸が前にペタッとつかないんです」と本人が語っている[4]

### 人間関係
- 相撲界に入って嬉しかったことは、十両に上がった時に先代伊勢ノ海から「おめでとう」と言われたこと。先代伊勢ノ海はあまり力士をほめることがなかったという[4]。
- 恩人は父、野球部の監督、先代伊勢ノ海。父と先代伊勢ノ海には相撲の基礎を教わったことから恩義を感じている[4]。

### 趣味・嗜好
- 2019年の夏巡業が開催された時の日刊スポーツの絵日記企画によると、1日に焼酎を5合飲み、好きなおつまみは枝豆であるとのこと。同期生の竜電、松鳳山、千代の国とよく飲みに行くが、松鳳山と千代の国はほとんど飲まず、竜電も少量しか飲まないため、4人の中では錦木が「圧倒的に酒豪」とのこと[53]。
- 酒のつまみは塩むすびが一番好き。逆に油物は苦手で、ケンタッキー・フライド・チキンは胸焼けするので食べられない[54]。
- 協会公式プロフィールによると、好きな歌手はゆず、DREAMS COME TRUE、好きなテレビ番組はクイズ番組[55]。

### イベント関連
- 2018年2月10日の第51回NHK福祉大相撲では、羽山みずきと『うれしい!たのしい!大好き!』を歌った。ソロでは『春よ、来い』を歌った[56]。
- 2019年12月17日の発表により、2020年東京オリンピックの岩手県代表の聖火ランナーに選ばれたことが明らかになった[57]。
  - 後に相撲協会は新型コロナウイルス感染対策として「場所前2週間の外出を原則禁止」と定めたが、走行予定の6月上旬が外出禁止規則に当てはまらないことから辞退を免れた[58]。

## 主な成績
2025年7月場所終了現在

### 連勝記録

#### 幕内の連勝記録
最多連勝記録は、14連勝。
| 自身の順位 | 連勝数 | 期間                                   | 止めた力士 | 止めた力士の番付 | 備考 |
| ---------- | ------ | -------------------------------------- | ---------- | ---------------- | ---- |
| 1          | 14     | 2023年5月場所中日 - 2023年7月場所7日目 | 琴ノ若     | 東小結           |      |

### 通算成績
- 通算成績：636勝648敗2休（115場所）
- 幕内成績：289勝354敗2休（43場所）

### 各段優勝
- 十両：優勝1回（2017年5月場所）
- 幕下：優勝1回（2012年11月場所）

### 三賞・金星
- 三賞
  - 殊勲賞：1回（2023年7月場所）
  - 敢闘賞：1回（2024年9月場所）
- 金星：2個
  - 鶴竜：1個（2019年1月場所）
  - 照ノ富士：1個（2023年7月場所）

### 場所別成績
| | 一月場所 初場所（東京） | 三月場所 春場所（大阪） | 五月場所 夏場所（東京） | 七月場所 名古屋場所（愛知） | 九月場所 秋場所（東京） | 十一月場所 九州場所（福岡） |
| --- | ----------------------- | ----------------------- | ----------------------- | --------------------------- | ----------------------- | --------------------------- |
| 2006年 （平成18年） | x                       | （前相撲）              | 西序ノ口35枚目 4–3      | 東序二段125枚目 4–3         | 東序二段95枚目 3–4      | 西序二段111枚目 4–3         |
| 2007年 （平成19年） | 西序二段81枚目 4–3      | 西序二段56枚目 3–4      | 西序二段73枚目 4–3      | 東序二段47枚目 3–4          | 東序二段67枚目 5–2      | 東序二段29枚目 4–3          |
| 2008年 （平成20年） | 西序二段5枚目 3–4       | 東序二段22枚目 2–5      | 西序二段52枚目 6–1      | 西三段目85枚目 5–2          | 東三段目52枚目 3–4      | 西三段目63枚目 4–3          |
| 2009年 （平成21年） | 西三段目45枚目 3–4      | 西三段目56枚目 6–1      | 東三段目4枚目 3–4       | 西三段目16枚目 3–4          | 東三段目34枚目 4–3      | 東三段目19枚目 5–2          |
| 2010年 （平成22年） | 東幕下58枚目 4–3        | 東幕下50枚目 1–6        | 東三段目21枚目 4–3      | 西三段目7枚目 6–1           | 西幕下31枚目 3–4        | 東幕下37枚目 6–1            |
| 2011年 （平成23年） | 西幕下14枚目 3–4        | 八百長問題 により中止   | 西幕下22枚目 3–4        | 西幕下22枚目 2–5            | 西幕下35枚目 4–3        | 東幕下31枚目 3–4            |
| 2012年 （平成24年） | 西幕下39枚目 5–2        | 東幕下23枚目 4–3        | 西幕下20枚目 2–5        | 西幕下33枚目 6–1            | 西幕下13枚目 1–6        | 東幕下35枚目 優勝 7–0       |
| 2013年 （平成25年） | 東幕下3枚目 3–4         | 東幕下6枚目 2–5         | 東幕下14枚目 5–2        | 西幕下8枚目 3–4             | 東幕下15枚目 4–3        | 東幕下10枚目 3–4            |
| 2014年 （平成26年） | 東幕下16枚目 4–3        | 西幕下10枚目 2–5        | 西幕下22枚目 4–3        | 西幕下18枚目 3–4            | 西幕下24枚目 5–2        | 西幕下15枚目 5–2            |
| 2015年 （平成27年） | 西幕下7枚目 5–2         | 西幕下2枚目 5–2         | 西十両13枚目 9–6        | 西十両9枚目 5–10            | 東十両14枚目 8–7        | 東十両11枚目 10–5           |
| 2016年 （平成28年） | 東十両6枚目 8–7         | 西十両2枚目 10–5        | 東前頭14枚目 7–8        | 西前頭14枚目 9–6            | 東前頭9枚目 8–7         | 東前頭6枚目 4–11            |
| 2017年 （平成29年） | 西前頭11枚目 5–10       | 東前頭16枚目 5–10       | 東十両4枚目 優勝 10–5   | 東前頭15枚目 8–7            | 東前頭13枚目 6–9        | 東前頭15枚目 7–8            |
| 2018年 （平成30年） | 西前頭15枚目 8–7        | 西前頭14枚目 5–10       | 東前頭17枚目 10–5       | 西前頭10枚目 6–9            | 西前頭12枚目 10–5       | 東前頭3枚目 8–7             |
| 2019年 （平成31年 /令和元年） | 東前頭2枚目 7–8 ★       | 東前頭3枚目 4–11        | 東前頭9枚目 5–10        | 西前頭11枚目 6–9            | 西前頭13枚目 6–9        | 西前頭14枚目 4–11           |
| 2020年 （令和2年） | 東十両4枚目 11–4        | 西前頭14枚目 6–9        | 感染症拡大 により中止   | 東前頭16枚目 6–9            | 西十両筆頭 6–9          | 西十両4枚目 6–9             |
| 2021年 （令和3年） | 西十両7枚目 4–11        | 西十両13枚目 7–8        | 西十両13枚目 9–6        | 東十両10枚目 7–8            | 西十両10枚目 10–5       | 西十両5枚目 8–7             |
| 2022年 （令和4年） | 東十両2枚目 9–6         | 東前頭16枚目 9–6        | 西前頭10枚目 8–7        | 西前頭8枚目 8–5–2           | 東前頭4枚目 6–9         | 東前頭6枚目 8–7             |
| 2023年 （令和5年） | 西前頭5枚目 9–6         | 西前頭3枚目 6–9         | 西前頭4枚目 9–6         | 東前頭筆頭 10–5 殊★         | 東小結 5–10             | 西前頭4枚目 7–8             |
| 2024年 （令和6年） | 西前頭5枚目 8–7         | 西小結 3–12             | 東前頭7枚目 5–10        | 西前頭11枚目 5–10           | 西前頭13枚目 11–4 敢    | 西前頭6枚目 5–10            |
| 2025年 （令和7年） | 東前頭12枚目 8–7        | 東前頭10枚目 3–12       | 西前頭16枚目 6–9        | 東十両筆頭 8–7              | x                       | x                           |
| 各欄の数字は、「勝ち-負け-休場」を示す。 優勝 引退 休場 十両 幕下 三賞：敢=敢闘賞、殊=殊勲賞、技=技能賞 その他：★=金星 番付階級：幕内 - 十両 - 幕下 - 三段目 - 序二段 - 序ノ口 幕内序列：横綱 - 大関 - 関脇 - 小結 - 前頭（「#数字」は各位内の序列） |                         |                         |                         |                             |                         |                             |

## 合い口
2025年7月場所終了現在
- 横綱・豊昇龍には4勝2敗。豊昇龍の大関昇進後は錦木の2勝1敗。豊昇龍の横綱昇進後は対戦なし。
- 大関・琴櫻には1勝5敗。琴櫻の大関昇進後は錦木の1敗。
- 元大関・髙安には1勝6敗。髙安の大関在位中は錦木の3敗。
- 元大関・朝乃山には2勝8敗。朝乃山の大関在位中は対戦なし。
- 元大関・正代には6勝5敗。正代の大関在位中は1勝。
- 元大関・御嶽海には3勝10敗。御嶽海の大関在位中は1敗。
- 元大関・霧島には2勝4敗（不戦勝が1）。霧島の大関在位中は錦木の2勝（不戦勝が1）2敗。

引退力士（横綱・大関）　
- 元横綱・白鵬には2戦全敗。
- 元横綱・鶴竜には1勝1敗。
- 元横綱・稀勢の里には1勝（不戦勝）。稀勢の里引退時の不戦勝により、土俵上での対戦は無し。
- 元横綱・照ノ富士には2勝4敗。照ノ富士の横綱昇進後は2勝3敗。
- 元大関・琴奨菊には2勝2敗。
- 元大関・豪栄道には2勝1敗。
- 元大関・栃ノ心には5勝6敗。
- 元大関・貴景勝には3勝9敗。（不戦勝が1）。貴景勝の大関昇進後は錦木の2勝（不戦勝が1）5敗。

### 幕内対戦成績
| 力士名   | 勝数 | 負数 | 力士名   | 勝数 | 負数 | 力士名     | 勝数 | 負数 | 力士名   | 勝数 | 負数 |
| -------- | ---- | ---- | -------- | ---- | ---- | ---------- | ---- | ---- | -------- | ---- | ---- |
| 碧山     | 7    | 6    | 朝紅龍   | 0    | 1    | 朝乃山     | 2    | 9    | 熱海富士 | 2    | 3    |
| 阿炎     | 3    | 3    | 天風     | 1    | 0    | 安美錦     | 2    | 1    | 阿夢露   | 0    | 1    |
| 荒鷲     | 0    | 5    | 石浦     | 4    | 6    | 逸ノ城     | 0    | 6(1) | 一山本   | 3    | 3    |
| 宇良     | 2    | 8    | 遠藤     | 2    | 9    | 炎鵬       | 1    | 1    | 欧勝馬   | 2    | 1    |
| 阿武剋   | 2    | 1    | 阿武咲   | 3    | 3    | 王鵬       | 2    | 2    | 大砂嵐   | 1    | 1    |
| 隠岐の海 | 4    | 2    | 魁聖     | 7    | 3    | 臥牙丸     | 4    | 0    | 輝       | 10   | 8    |
| 鶴竜     | 1    | 1    | 嘉陽     | 1    | 0    | 稀勢の里   | 1(1) | 0    | 北の若   | 2(1) | 0    |
| 北磻磨   | 0    | 1    | 旭秀鵬   | 3    | 0    | 旭大星     | 1    | 2    | 霧島     | 2(1) | 4    |
| 金峰山   | 5    | 2    | 豪栄道   | 2    | 1    | 荒篤山     | 1    | 0    | 豪ノ山   | 2    | 0    |
| 琴恵光   | 3    | 4    | 琴ノ若   | 1    | 5    | 琴奨菊     | 2    | 2    | 琴勝峰   | 5    | 6    |
| 琴勇輝   | 5    | 4    | 佐田の海 | 12   | 9    | 佐田の富士 | 1    | 0    | 獅司     | 0    | 1    |
| 志摩ノ海 | 4    | 1    | 正代     | 6    | 6    | 湘南乃海   | 5    | 1    | 白熊     | 2    | 0    |
| 青狼     | 1    | 0    | 蒼国来   | 3    | 1    | 大奄美     | 4    | 2    | 大栄翔   | 6    | 10   |
| 大翔鵬   | 2    | 1    | 大翔丸   | 3    | 8    | 貴景勝     | 3(1) | 9    | 貴源治   | 1    | 1    |
| 貴ノ岩   | 3    | 3    | 隆の勝   | 3    | 4    | 髙安       | 1    | 6    | 宝富士   | 6    | 7    |
| 豪風     | 3    | 5    | 尊富士   | 0    | 2    | 玉正鳳     | 0    | 2    | 玉鷲     | 5    | 9    |
| 美ノ海   | 0    | 3    | 千代鳳   | 1    | 3    | 千代翔馬   | 3    | 7    | 千代大龍 | 4    | 6    |
| 千代皇   | 1    | 1    | 千代丸   | 8    | 2    | 剣翔       | 2    | 3    | 照強     | 2    | 3    |
| 照ノ富士 | 2    | 4    | 時疾風   | 2    | 1    | 德勝龍     | 5    | 2    | 栃煌山   | 4    | 3    |
| 栃大海   | 1    | 0    | 栃ノ心   | 5    | 6    | 翔猿       | 2    | 5    | 友風     | 0    | 1    |
| 豊ノ島   | 2(1) | 1    | 豊響     | 2    | 0    | 錦富士     | 3    | 3    | 伯桜鵬   | 0    | 3    |
| 白鵬     | 0    | 2    | 英乃海   | 1    | 1    | 平戸海     | 2    | 2    | 武将山   | 2    | 0    |
| 豊昇龍   | 4    | 2    | 北青鵬   | 1    | 0    | 北勝富士   | 7(1) | 9    | 御嶽海   | 3    | 10   |
| 翠富士   | 3    | 9    | 妙義龍   | 8    | 7    | 明生       | 4    | 9    | 矢後     | 1    | 1    |
| 豊山     | 3    | 2    | 嘉風     | 0    | 3    | 竜電       | 5    | 6    | 狼雅     | 0    | 3    |
| 若隆景   | 1    | 4    | 若元春   | 2    | 6    |            |      |      |          |      |      |

（カッコ内は勝数、負数の中に占める不戦勝、不戦敗の数、太字は2025年7月場所終了現在、現役力士）

## 改名歴
- 熊谷 徹也（くまがい てつや）：2006年3月場所 - 2012年5月場所
- 錦木 徹也（にしきぎ てつや）：2012年7月場所 -

## メディア出演

### テレビドラマ
- 大河ドラマ べらぼう〜蔦重栄華乃夢噺〜 第23回（2025年6月15日、NHK） - 関取 役[59]